# Мюррей, Джон, 8-й баронет
Сэр Джон Мюррей, 8-й баронет, КГО (англ. Sir John Murray, 8th Baronet; около 1768 — 15 октября 1827, Франкфурт-на-Майне, Вольный город Франкфурт) — британский военачальник. 
Генерал Мюррей был командиром одной из бригад в армии герцога Веллингтона во время Войны в Испании. Позже (в 1813 году) Мюррей получил под своё командование 16-ти тысячный британский контингент, действовавший независимо от главных сил Веллингтона на восточном побережье Испании. Это самостоятельное командование закончилось для генерала Мюррея военным судом и отставкой (1814).

## Начало карьеры
С 1801 по 1805 год Мюррей служил генерал-интендантом в Индии. Там «его чередования оцепенения и лихорадочной деятельности сбивали с толку молодого Артура Уэлсли, с которым он должен был сотрудничать». 25 августа 1807 года Мюррей женился на Анне Элизабет Чолмли Фиппс.

## Пиренейский полуостров
Во время второй битвы за Порту в 1809 году генерал-майор Мюррей командовал 7-й бригадой, самой большой бригадой в армии Веллингтона. Это подразделение численностью 2900 человек включало в себя 1-й, 2-й, 5-й и 7-й пехотные батальоны Королевского германского легиона (КГЛ), а также части 1-го и 2-го лёгких пехотных полков КГЛ. Передав Мюррею два дополнительных кавалерийских эскадрона, Веллингтон поручил ему пересечь реку Дуэро и отрезать путь отхода французского корпуса маршала Никола Сульта. Мюррей пересек Дуэро в 8 км к востоку от Порту и двинулся на север. Однако он не смог помешать отступлению французов на северо-восток, вступив вместо этого в бесполезную перестрелку. Историк Пиренейских войн Майкл Гловер назвал Мюррея «глупым и нерешительным офицером».
Вскоре он покинул Португалию, потому что боялся, что ему придется служить под командованием Уильяма Бересфорда, 1-го виконта Бересфорда, маршала португальской армии. В терминах британских званий Бересфорд был младше Мюррея, но, будучи маршалом, был главнее его на поле боя. В 1811 году он стал восьмым баронетом Мюрреем из Дюнерне.
31 июля 1812 года англо-сицилийские войска в 8 тыс. человек под командованием Томаса Мейтленда высадились в Аликанте на средиземноморском побережье Испании. Затем у этого войска несколько раз сменился командующий, после чего в феврале 1813 года во главе его встал Мюррей, теперь уже генерал-лейтенант. К этому времени численность войска составляло 10 тыс. человек. Из них 3 тыс. были сицилийцами и итальянцами, а остальные были британцами и войсками КГЛ. Под его руководство также попали две испанские дивизии численностью 8 тыс. человек.
Со своей армией в 18,2 тыс. человек 13 апреля 1813 года Мюррей победил маршала Луи Габриэля Сюше в битве при Касталье. Хотя армия Сюше в 13,2 тыс. человек сильно уступала по численности армии Мюррея, и битва была в значительной степени выиграна благодаря упорству британской и испанской пехоты, Касталья, несомненно, стала лучшим сражением Мюррея. Но он не стал преследовать разбитых французов, продолжая свой отход к побережью.

## Фиаско в Таррагоне
Вскоре после этого Веллингтон приказал Мюррею высадиться с моря и захватить порт Таррагоны. Этим манёвром Веллингтон намеревался отвлечь Сюше от своего летнего наступления (закончившегося победой в битве при Витории). 2 июня контр-адмирал Бенджамин Хэллоуэлл-Карев высадил 16 тыс. солдат Мюррея на берег в 10 километрах к югу от Таррагоны. Объединившись с испанской армией генерал-майора Франсиско Копонса в 7 тыс. человек, союзники быстро блокировали франко-итальянский гарнизон в 1,6 тыс. человек бригадного генерала Бертолетти. Так началась полная досадных ошибок осада Таррагоны. Бертолетти быстро отвёл большинство своих людей во внутренние оборонительные сооружения, оставив чисто номинальные гарнизоны в двух внешних фортах. Вместо того, чтобы взять их штурмом, Мюррей решил их осадить. К 7 июня его осадные орудия превратили один из фортов в руины.
Тем временем генерал-майор Шарль Декан отправил из Барселоны на юг генерала-майора Мориса Матьё с 6 тыс. человек, чтобы помешать осаде. В то же время Сюше с 8 тыс. человек пошёл на север от Валенсии к Таррагоне. Однако вскоре действия испанцев в районе Валенсии заставили отозвать южную колонну назад. Матьё же в свою очередь наткнулся на аванпосты Копонса, обнаружил, что имеет дело с армией в 23 тыс. человек, и быстро отступил.
Но к этому моменту Мюррей уже был в состоянии паники из-за слухов о двух французских колоннах, идущих на помощь осаждённым. Он отменил запланированную на 11 июня атаку на форт и приказал переправить все свои припасы на корабли. Позже он решил вывести все свои силы. Издав целый поток противоречащих друг другу приказов, которые всех запутали и сильно разозлили Хэллоуэлла, Мюррей наконец погрузил своё войско на британские корабли, уничтожив восемнадцать тяжёлых осадных пушек. Копонса Мюррей бросил на произвол судьбы, посоветовав ему бежать в горы.
Оказавшись в безопасности на борту, Мюррей решил высадиться в другом месте 15 июня. Вскоре в войсках снова царила растерянность. В полном отчаянии Хэллоуэлл писал: «Постоянные высадки и посадки могли бы сорвать любую военную операции». 16 июня Матьё наконец вошел в Таррагону. Это заставило Мюррея окончательно отказаться от своих планов, и сорванная экспедиция вернулась в Аликанте. 18 июня он был отстранён от командования.

## Дальнейшая карьера
После того, как в 1814 году закончилась Пиренейская война, Мюррей был предан военному суду за свои действия под Таррагоной. Суд оправдал его по всем пунктам обвинения, кроме одного: он был признан виновным в уничтожении орудий без уважительной причины и получил предупреждение от суда. Ведя себя так, будто все обвинения против него были сняты, Мюррей ходатайствовал о вступлении в Орден Бани, но ему было отказано.
С 1811 по 1818 год он был членом парламента от избирательного округа «Уэймута и Мелкомб Реджис».
Мюррей скончался 15 октября 1827 года.